# Rhyothemis cognata
Rhyothemis cognata är en trollsländeart som först beskrevs av Jules Pièrre Rambur 1842.  Rhyothemis cognata ingår i släktet Rhyothemis och familjen segeltrollsländor. IUCN kategoriserar arten globalt som livskraftig. Inga underarter finns listade i Catalogue of Life.